# Kreta
För andra betydelser, se Kreta (olika betydelser).
Kreta (grekiska: Κρήτη) är den största och folkrikaste av de grekiska öarna, den 88:e största ön i världen och den femte största ön i Medelhavet, efter Sicilien, Sardinien, Cypern och Korsika. Kreta ligger cirka 160 km söder om det grekiska fastlandet. Den har en yta på 8 336 km2 och en kustlinje på 1 046 km.  Regionen Kreta är en av Greklands tretton regioner med cirka 650 000 invånare (2020).. En person från Kreta kallas kretensare.

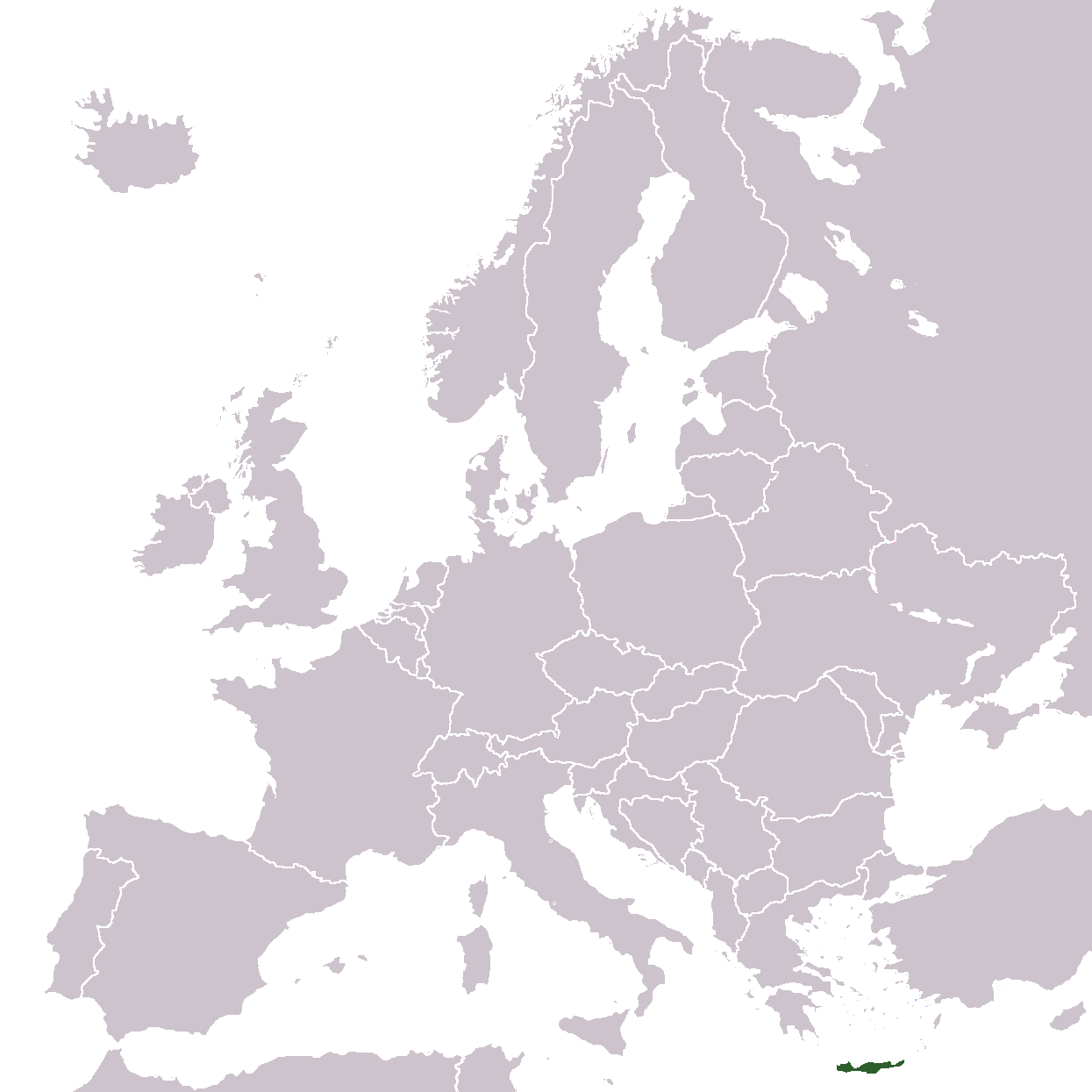
Kreta i Europa.

## Historia

### Stenålder och bronsålder
De första människorna som kom till Kreta var troligen från Mindre Asien eller Afrika. De kom på 6000-talet f.Kr. och levde ett stenåldersliv och tämjde djur. Mellan 3000 och 2500 f.Kr. kom nya immigranter från Mindre Asien och de stora civilisationerna där. Kulturen på Kreta under bronsåldern cirka 2600-1100 f.Kr. kallas minoisk.

### Den minoiska civilisationen
Från 1900 f.Kr. byggdes de stora palatsen vid Knossos, Faistos och Malia. Runt 1700 f.Kr. utvecklades en skrift som nu kallas linear A. Denna har aldrig blivit dechiffrerad. Vid 1700 f.Kr. förstördes palatsen, troligen av en jordbävning, men byggdes upp igen, denna gång ännu större och mer arkitektoniskt utvecklade. Även städerna och byarna återuppbyggdes och handeln blomstrade.
Ungefär 1450 f.Kr. förstördes även de nya palatsen, och man är inte helt säker på orsaken. Tidigare har man trott att ett stort vulkanutbrott på ön Santorini skulle ha förstört byggnaderna på Kreta, men en annan teori hävdar att mykenerna förstörde den minoiska civilisationen. Mykenerna hade från denna tid total kontroll över Kreta som tillsammans med den egeiska övärlden ingick i den mykenska kultursfären. De återuppbyggde Knossos och några mindre palats, texter skrivna på mykenska med Linear B har hittats i Knossos och Chania.
Vid 1100 f.Kr. överföll dorerna från Balkan Kreta och tog kontroll över ön, vilket innebar det definitiva slutet för den minoiska civilisationen. Med dorerna kom järnåldern, eftersom de hade med sig verktyg och vapen i järn.
Trots det visar Kreta en starkare kontinuitet med bronsåldern än det grekiska fastlandet. Under 700-talet f. Kr. inleds ett orientaliskt inflytande inom det kretensiska vasmåleriet. Från 600-talet märks ett tydligt inflytande från Egypten i skulpturen. Det kretensiska samhället visade stora likheter med det i Sparta.

### Romarriket och det bysantinska riket
Vid 100-talet f.Kr. hade romarna erövrat det mesta av Grekland och 69 f.Kr. invaderade de Kreta, men det tog tre år innan ön var helt besegrad. Kreta kom att tillhöra den romerska provinsen Cyrenaika, dit även Egypten och andra delar av Nordafrika hörde. Huvudstaden i denna provins blev den kretensiska staden Gortyn. Ruinerna av denna stad finns strax väster om den nutida staden Agii Dheka. Romarna byggde vägar och akvedukter och flera hundra fredliga och välmående år följde. År 59 kom aposteln Paulus och förde med sig kristendomen. År 395 delades det romerska riket och Kreta hamnade i det östromerska riket som styrdes från Konstantinopel (nuvarande Istanbul).
År 824 erövrades Kreta av arabiska pirater. Då hade det romerska riket fallit samman och läget var kaotiskt runt hela Medelhavet. Araberna byggde bland annat en borg på en plats som hette Heraclium. Där ligger idag staden Heraklion, Kretas huvudort. År 921 erövrade det bysantinska riket (som styrdes från Konstantinopel) Kreta och ett visst välstånd återkom. År 1204 angreps Konstantinopel av det fjärde korståget och det bysantinska riket föll. Kreta såldes för en mindre summa till Republiken Venedig. Venetianarna styrde ön med hård hand. Skatterna var höga och man exploaterade skogen och jordbruket. Befolkningen gjorde uppror minst tio gånger.

### Det osmanska riket
År 1645 erövrade det osmanska riket Kreta från Venedig. Staden Heraklion gjorde dock motstånd och var belägrad i 24 år innan man gav upp. Under de kommande 200 åren styrde turkarna ön och även nu beskattade man folket hårt. Man tvingade också människor att omvända sig till islam, fast den större delen förblev kristna. Befolkningen gjorde många uppror, första gången 1770. År 1821 utbröt det grekiska frihetskriget och 1832 blev Grekland en självständig stat. Kreta ingick dock inte i denna stat, utan styrdes av Egypten innan ön återlämnades till turkarna.

### Självständigheten och den tyska ockupationen
1898 blev slutligen Kreta självständigt, med hjälp av bland andra Storbritannien. De flesta av Kretas invånare ville ha en union med Grekland, och en sådan kom till stånd 30 maj 1913.
Den 21 maj 1941 började den tyska invasionen av Kreta. Efter en vecka hade tyskarna vunnit och ockuperade ön fram till 1945. Under hela ockupationen förekom kretensiska motståndsaktioner, vilka tyskarna hämnade genom att bränna ner hela byar. Efter andra världskriget återhämtade sig Kreta ganska snabbt tack vare sitt jordbruk och, från 1960-talet, även turismen. Idag finns det minnesmärken och museer över hela ön. På Kretas norra kust går båtturer för beskådning av nedskjutna krigsflygplan.

## Geografi

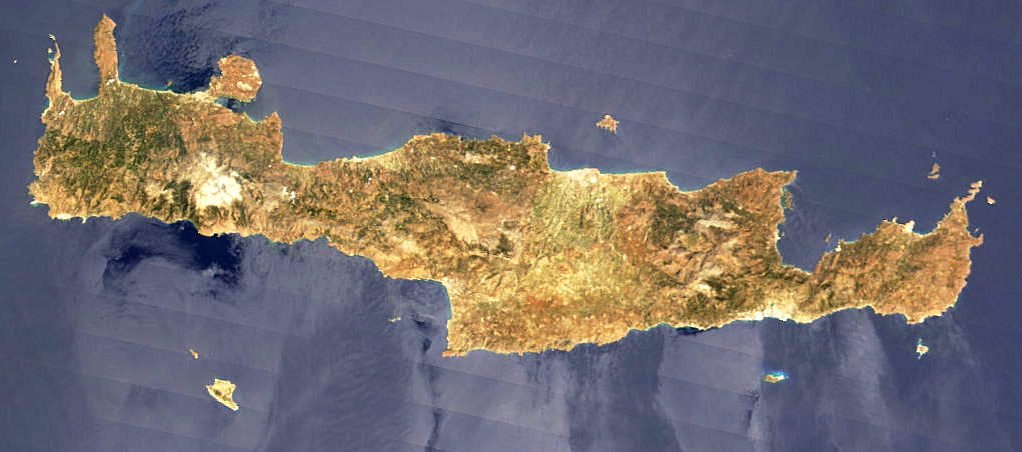
Kreta från rymden (Nasa)

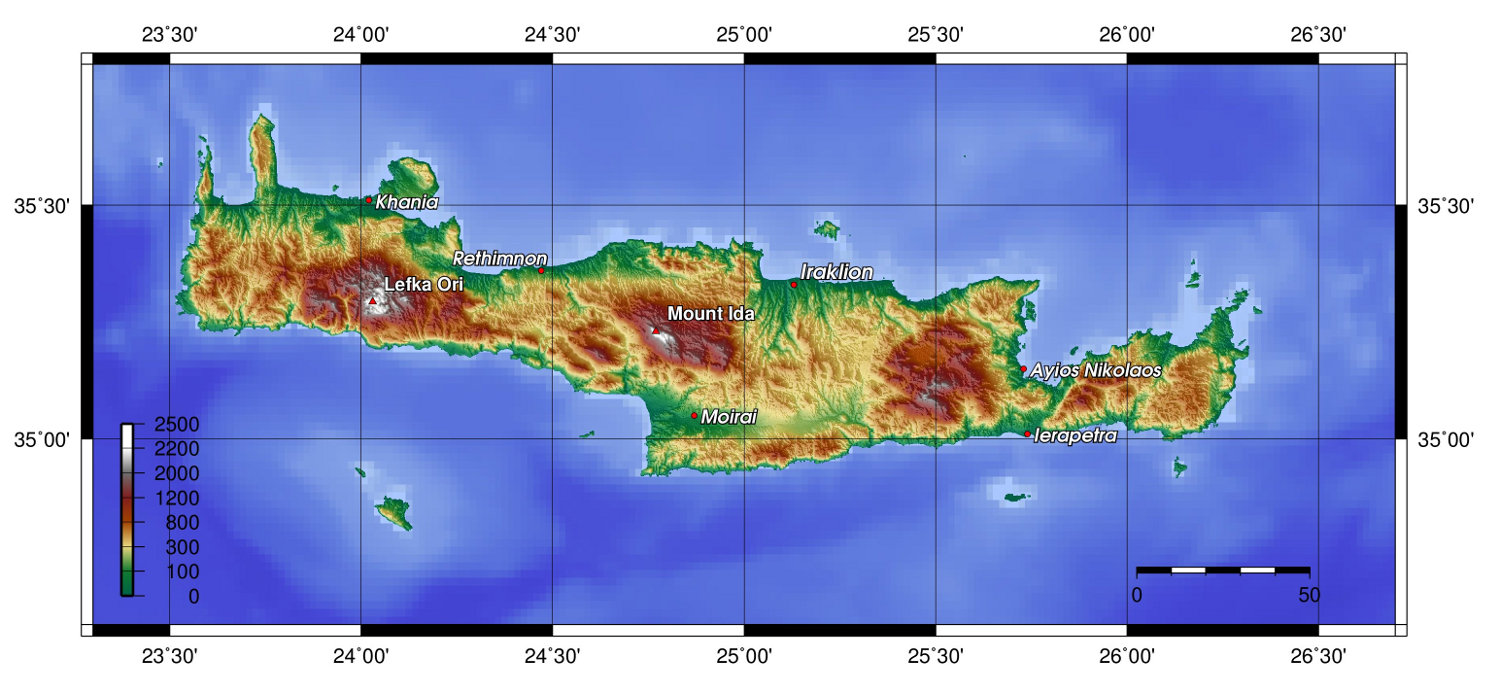
Kretas topografi

Kreta är 260 km lång och 60 km bred och därmed störst av de grekiska öarna. Ön är Medelhavets femte största ö och har en yta på 8 261 km². Kreta ligger längs 35:e breddgraden, vilket är i jämnhöjd med bland annat norra delarna av Marocko, Algeriet och Tunisien. Cirka 50 km söder om Kreta ligger den lilla ön Gavdos som är världsdelen Europas sydligaste plats.
Det finns fyra stora bergskedjor på Kreta: Lefka Ori (Vita bergen), Psiloritisbergen (Idabergen), Lasithibergen och Sitiabergen. Kretas högsta berg finns i Psiloritisbergen; berget Ida eller Psiloritisberget, som är 2456 m högt. Det finns många högplatåer i bergskedjorna, där jorden är bördig och odlingsklimatet gynnsamt. Där odlas bland annat oliver, vindruvor och apelsiner.
Kretas längsta flod, Geropotamus, är 45 km lång. Den längsta bergsklyftan är Samaria-ravinen i Lefka Ori. Den är 17 km lång och faller 1200 m. Det finns bara en insjö på ön, sjön Kournas.
Kretas största stad är Heraklion, som är Greklands femte största stad. Strax söder om Heraklion ligger det minoiska palatset Knossos. Kreta har ett stort antal turistorter, framförallt Chania med dess omnejd samt Rethymnon. Mindre turistorter är Agia Pelagia, Agios Nikolaos och Hersonnisos som några exempel.

## Djurliv
Då Medelhavet skapades genom att Atlanten bröt igenom vid Gibraltar sund för omkring 4 miljoner år sedan, skapades en egen artpopulation bland de djur som inrättat sig på ön. Till exempel dvärgflodhästsarten Hippopotamus creutzburgi, dvärgelefanten Palaeoloxodon creuzburgi och ett flertal arter små hjortar av släktet Candiacervus. Dessa större däggdjur utrotades vid människornas ankomst till ön. Ett antal smågnagare, endemiska för Kreta, utvecklades också. Dessa har också utrotats om än i långsammare takt. Endast ett litet däggdjur, näbbmusen Crocidura zimmermanni lever kvar i de inre delarna av ön. Stenmården inplanterades på ön under förhistorisk tid, troligen för att bekämpa gnagare. Agrimigeten Capra hirus cretica är en vildget på ön, som stammar från tidiga domesticerade fårarter, som förvildats på Kreta.

### Svenska
- Chadwick, J., Mykenes röst. Tolkningen av Linear B, Stockholm, Aldus/Bonniers 1961.
- Palmer, L.R., Knossos och Mykene. Vad lertavlorna berättar, Stockholm, Wahlström & Widstrand 1963. Båda böckerna är lättlästa och intressanta fynd för den som lyckas finna dem.
- Winbladh, M-L., Minoer och mykenare på Västkreta. De Svensk-Grekiska utgrävningarna i Chaniá (Minoans and Mycenaeans in west Crete. The Greek-Swedish Excavations at Chaniá), Stockholm 2000.
- Winbladh, M-L., Kreta. Myter och mat i Minoernas värld, Natur & Kultur 2004.
- Winbladh, M-L., Arkeologens eskapader. En museikvinnas memoarer, Stockholm 2020
- Winbladh, M-L., MANNEN FRÅN KRETA. Om kärlek, vendettor och hedersmord, Häftad. 312 sidor. Boken är rikt illustrerad med författarens teckningar. Stockholm 2021

### Engelska
- Davaras, C., Guide to Cretan Antiquities, Park Ridge, Noyes P. 1976.
- Evans, A., The Palace of Minos at Knossos, fyra volymer, London 1921–1936.
- Fitton, J. L., Minoans, London, British Museum press 2002. Ingår i serien Peoples of the past.
- Higgins, R., The Archaeology of Minoan Crete, London, Thames & Hudson 1973.
- Higgins, R., Minoan and Mycenaean Art, London, Thames & Hudson 2001.
- Hood, S., The Minoans. Crete in the bronze age, London, Thames & Hudson, 1971.
- Macdonald, C. & Driessen, J., ”The drainage system of the domestic quarter in the palace at Knossos”, British School of Archaeology 83, 1988.
- MacGillivray, J.A., ”Return to the Labyrinth: A clew to the Function of the Minoan palaces”, Athena Review, Vol.3, No.3, 2003.
- Manning, S., A test of time: the volcano of Thera and the chronology and history of the Aegean and east Mediterranean in the mid second millennium BC, Oxford, Oxbow Books 1999.
- Schallin, A.-L., ”Islands under influence. The Cyclades in the late bronze age and the nature of Mycenaean presence”, Studies in Mediterranean Archaeology 111, Jonsered, Paul Åströms Förlag 1993.
- Thompson, G., 1978, Studies in ancient Greek society. The prehistoric Aegean, London, Lawrence & Wishart 1978.
- Warren, P., The Aegean civilizations. From ancient Crete to Mycenae, Oxford, Phaidon 1989, 2:a uppl.
- Warren, P., ”Minoan Crete and ecstatic religion”, Sanctuaries and cults in the Aegean bronze age. Proceedings of the first international symposium at the Swedish Institute in Athens, 12–13 May, 1980, (Hägg, R. och Marinatos, N. red.), Stockholm 1981.
- Vasilakis, A., Minoan Crete: From myth to history, Athens, Adam Editions 1999. Oerhört bra och prisvärd bok om Kretas kultur. Finns i de flesta affärer, även s.k. supermarkets.
- Vasilakis, A., Heraklion Archaeological Museum, Athens, Adam Editions 2000. En mycket vacker och prisvärd bok, men saknar information om de utställda föremålen.

### Knossos
- Brown, A., Arthur Evans and the palace of Minos, Oxford, Ashmolean Museum 1994. Mycket intressant fotobok om utgrävningarna i Knossos kring förra sekelskiftet. Finns i Arkeologiska museet i Iraklion.
- Castleden, R., The Knossos labyrinth, London & N.Y., Routledge 1990.
- Castleden, R., Knossos. Temple of the Goddess, Athens, Efstathiadis Group S.A., 1997.
- Farnoux, A., Knossos. Unearthing a legend, N.Y., Thames & Hudson, 1996. En arkeologisk fullträff. I denna lilla bok finns allt, inklusive ett rikt bildmaterial.
- MacGillivray, J. A., Minotaur: Sir Arthur Evans and the archaeology of the Minoan myth, N.Y., Hill & Wang 2000. Mycket omstridd bok om Evans och hans komplexa person.
- Hallager, E., ”The Mycenaean Palace at Knossos”, Medelhavsmuseet, Memoir 1, Stockholm 1977. En ännu aktuell genomgång av material som visar att mykenarna bodde i Knossos och på Kreta. Skriven av FD Erik Hallager, utgrävningsledare i Chaniá.

### Konst
- Kontorli-Papadopoulou, L., Aegaean frescoes of religious character, Studies in Mediterranean Archaeology 117, Göteborg, Paul Åströms Förlag 1996.
- Preziosi, D. & Hitchcock, L., Aegean Art and Architecture, Oxford 1999.
- Säflund, Gösta, Etrusker. Vad menade ni egentligen? Etruskiskt bildspråk – symbol och mening, Studies in Mediterranean Archaeology-Pocket book 74, Partille, Paul Åströms förlag 1989.
- Wängberg-Eriksson, K., Josef Frank. Livsträd i krigens skugga, Lund 1994.

### Myt och religion
- Burkert, W., Greek religion, Massachusetts 1985.
- Gesell, G.C., Town, Palace and House Cult in Minoan Crete. Studies in Mediterranean Archaeology 67, Göteborg 1985.
- Gesell, C.G., ”The place of the Goddess in Minoan society”, Minoan society. Proceedings of the Cambridge Colloquium 1981, Krzyszkowska O.H. och Nixon L. (red.), Bristol 1983.
- Kazantzakis, N., Report to Greco, Oxford, Cassirer 1961.
- MacGillivray, J. A., ”Labyrinths and bull-leapers”, American Journal of Archeology, Nov./Dec. 2000.
- Marinatos, N. & Hägg, R., ”Anthropomorphic cult images in Minoan Crete?”, Minoan Society. Proceedings of the Cambridge Colloquium 1981 (Krzyszkowska, O. H. och Nixon, L. red.) Bristol 1983.
- Marinatos, N., Art and religion in Thera. Reconstructing of bronze age society, Athens 1984.
- Nilsson,  M. P:n, The Minoan-Mycenaean religion and its survival in Greek religion, 2:a uppl., Gleerup, Lund 1950.
- Renfrew, C., ”Questions of Minoan and Mycenean cult”, Sanctuaries and cults in the Aegean bronze age. Proceedings of the first international symposium at the Swedish Institute in Athens, 12–13 May, 1980, Hägg, R. och Marinatos, N. (red.), Stockholm 1981.
- Rutkowski, B., The cult places of the Aegean, New Haven och London, Yale Univ. Press 1986.
- Warren, P., ”Minoan Religion as Ritual Action”, Studies in Mediterranean Archaeology-Pocket book 72, Partille, Paul Åströms förlag 1988.
- Xanthoudides, S., ”The kernos in the Greek Orthodox church”, British School of Archaeology XII, 1905–06.
- Åström, P. (red.), Journal of Prehistoric Religion, vol.1 och 14, Göteborg 1987 och Jonsered 2000, Paul Åströms Förlag.